# Bursa de Valori București

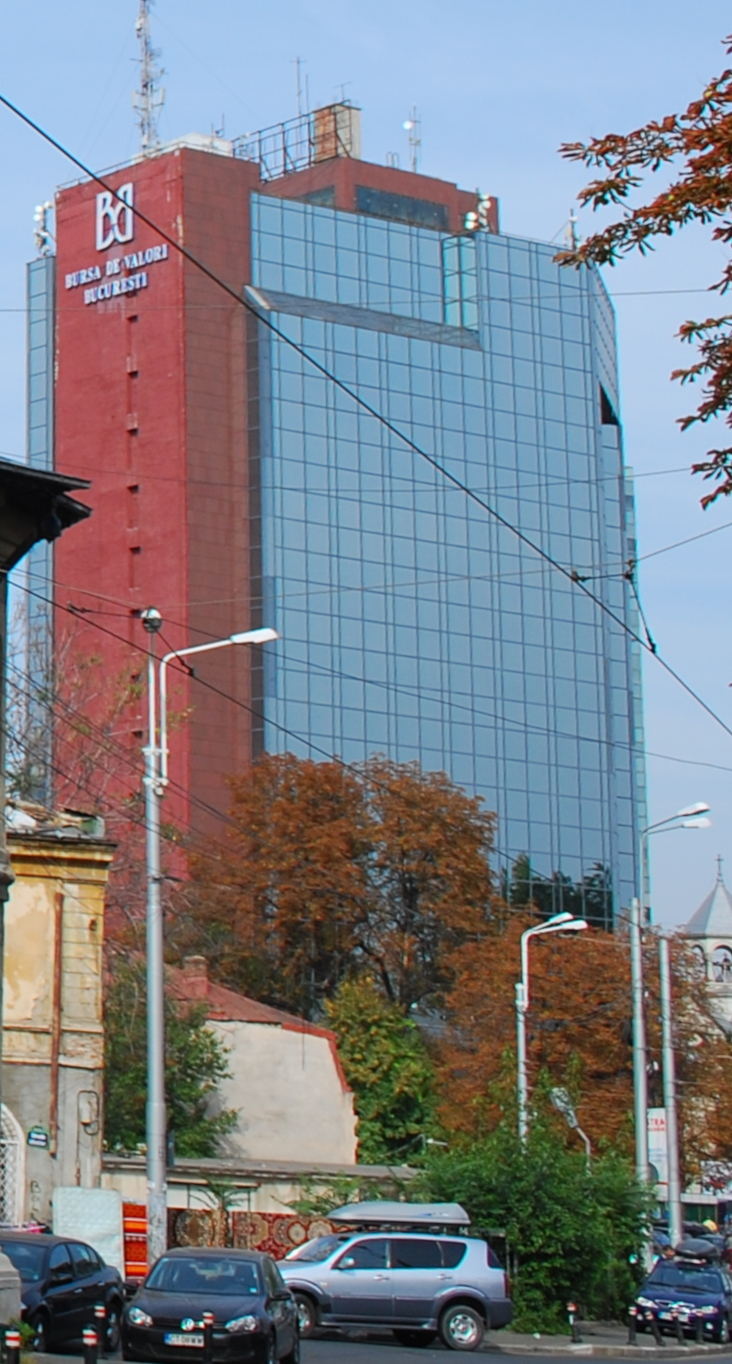
Turnul Bursei de Valori București

Bursa de Valori București (BVB) este bursa de valori din București, România. În 2019, capitalizarea BVB a înregistrat o creștere cu 23,4%, comparativ cu anul precedent, până la valoarea de 37,8 miliarde euro. La sfârșitul anului 2019, pe piața Reglementată a BVB erau listate 83 de companii. 
Capitalizarea bursieră a pieței de capital din România raportată la PIB a fost de 17,9% la sfârșitul anului 2019. În același an, indicii bursieri au atins punctele maxime din ultimii 10 ani. Indicele BET a crescut cu 35%, iar indicele BET-TR a crescut mai rapid, cu 47%, determinat de dividendele distribuite de companii.
La 31 decembrie 2019, pe primul loc în clasamentul celor mai lichide companii, ale căror acțiuni au fost tranzacționate la BVB pe piața principală (Regular), s-au situat Banca Transilvania (TLV), care deține o pondere de circa 30% din valoarea totală tranzacționată. Pe următoarele poziții din acest top s-au clasat Fondul Proprietatea (FP), BRD - Groupe Société Générale (BRD), Romgaz (SNG) și OMV Petrom (SNP).[6]
În septembrie 2020, Bursa de Valori București a fost promovată din categoria Piețelor de Frontieră în categoria Piețelor Emergente Secundare de către agenția de rating FTSE Russell.

## Istoric
Bursa de Valori București s-a deschis în anul 1882. De-a lungul existenței sale, activitatea bursei a fost afectată de evenimentele social-politice ale vremii (Răscoala Țărănească din 1907, Războiul balcanic 1912-1913), bursa fiind închisă apoi pe perioada Primului Război Mondial. După redeschidere, Bursa de Valori București a traversat o perioadă de 7 ani de creșteri semnificative, după care a urmat o perioadă tot de 7 ani de scădere accelerată. Activitatea Bursei de Efecte, Acțiuni și Schimb se întrerupe în anul 1948, odată cu instaurarea regimului Comunist în România și cu începerea naționalizării economiei. La acel moment la cota bursei erau înscrise acțiuni emise de 93 de societăți și 77 de titluri cu venit fix (tip obligațiuni).
După aproape 50 de ani, Bursa de Valori București a fost reînființată în anul 1995, prima ședință de tranzacționare fiind în 20 noiembrie 1995. În acea zi au fost tranzacționate 905 acțiuni emise de 12 companii listate, din care 11 au fost listate de BRK. 
În anul 2005, BVB a absorbit piața RASDAQ. În februarie 2008, banca austriacă Erste Group Bank s-a listat la BVB, devenind astfel prima companie internațională listată pe piața reglementată de la București.
Ulterior, Bursa de Valori București a înregistrat o dezvoltare continuă, fiind în prezent principala bursă din România.
În 2010, Bursa de Valori București s-a listat pe propria piață reglementată. În același an, BVB a lansat sistemul alternativ de tranzacționare pentru IMM-urile și start-up-urile aflate în căutare de finanțare.

## Misiune și viziune
Bursa de Valori București este în plină dezvoltare a unei piețe de capital competitive în Europa Centrală și de Est. Misiunea sa este să transforme piața de capital într-unul dintre cele mai active vehicule de finanțare a economiei din România. Astfel, scopul BVB este să devină una dintre cele mai complete piețe din Europa Centrală și de Est prin crearea de oportunități atractive atât pentru companii, cât și pentru investitori, într-un mediu dinamic și transparent. BVB depune eforturi pentru îndepărtarea barierelor care stau în calea dezvoltării pieței locale de capital, pentru facilitarea accesului investitorilor la piață, creșterea lichidității și atragerea de noi companii pentru listare. Toate acestea pentru ca piața să fie clasificată piață emergentă.

## Activități
Bursa de Valori București este o piață și un operator de sistem autorizat de Autoritatea de Supraveghere Financiară (ASF), care administrează o piață reglementată și un sistem alternativ de tranzacționare (ATS), conforme cu standardele europene. BVB operează, de asemenea, o secțiune de piață denumită RASDAQ. La BVB sunt tranzacționate următoarele tipuri de instrumente financiare: acțiuni, drepturi, obligațiuni, unități de fond, produse structurate și contracte futures. Veniturile operaționale ale BVB sunt generate în principal de activitatea de tranzacționare, din tarifele plătite de participanți, de comisioanele pentru listare, precum și din vânzarea de date către diverși utilizatori.
Piața Reglementată
Principala piață a BVB este piața spot reglementată, unde sunt tranzacționate instrumente financiare precum acțiuni și drepturi (emise de entități internaționale și din România), obligațiuni (corporative, municipale și titluri de stat) emise de entități din România, precum și obligațiuni corporative internaționale, UCIT (acțiuni și unități de fond), produse structurate și ETF-uri.
Anterior listării pe piața reglementată, o companie trebuie să îndeplinească anumite cerințe de listare:
- Să fie societate pe acțiuni (SA),
- Să aibă o valoare a capitalizării anticipate / capitalurilor proprii de minim 1 milion de euro,
- Să aibă un free-float de minim 25% (acțiuni care nu sunt deținute de companie sau de investitori strategici),
- Să fie activă de minim 3 ani și să aibă disponibile rapoarte financiare pentru perioada respectivă.

Sistemul alternativ de tranzacționare (AeRO)
A fost creat pentru a permite listarea instrumentelor financiare emise de start-up-uri și IMM-uri din România și tranzacționarea acțiunilor emise de companii din străinătate și listate pe alte piețe.
De ce să te listezi pe AeRO?
- Sistemul Alternativ de Tranzacționare se adresează tuturor tipurilor de companii, indiferent de mărimea lor sau de când funcționează,
- A fost creat atât pentru acțiuni, cât și pentru obligațiuni, precum și pentru alte instrumente financiare care nu îndeplinesc cerințele pentru piața reglementată,
- Cerințele de listare sunt simplificate, întrucât nu este necesar un prospect pentru listare, ci doar o prezentare corporate.
- Cerințele de raportare sunt mai reduse decât cele aplicabile companiilor listate pe piața reglementată,
- Companie își poate pregăti transferul pe piața reglementată prin creșterea treptată a free-float-ului, a capitalurilor.

## Indici
Bursa de Valori București are 8 indici locali și un indice internațional:
BET
BET este primul indice dezvoltat de BVB. Este indicele de referință al pieței de capital. BET reflectă evoluția acțiunilor celor mai lichide 13 companii listate pe piața reglementată a BVB, excluzând cele cinci societăți de investiții financiare (SIF-uri). Este un indice ponderat cu capitalizarea free-float-ului. Ponderea maximă a unui simbol este de 20%. Principalul criteriu de selecție este lichiditatea acțiunilor. Începând din 2015, vor fi noi cerințe de transparență, calitate a raportărilor și a comunicării cu investitorii. Structura indicelui este:
| Companie                                   | Domeniul de activitate  | Simbol bursă | Ponderea în index (%) |
| ------------------------------------------ | ----------------------- | ------------ | --------------------- |
| SC Fondul Proprietatea SA - București      | fonduri mutuale         | FP           | 19.97                 |
| OMV Petrom S.A.                            | petrolier               | SNP          | 14.42                 |
| Banca Transilvania S.A.                    | bancar                  | TLV          | 19.69                 |
| S.N.G.N. Romgaz S.A.                       | gaze naturale           | SNG          | 10.97                 |
| BRD - Groupe Societe Generale S.A          | bancar                  | BRD          | 10.68                 |
| Electrica S.A.                             | electricitate           | EL           | 6.08                  |
| S.N.T.G.N. Transgaz S.A.                   | gaze naturale           | TGN          | 6.84                  |
| C.N.T.E.E. Transelectrica                  | electricitate           | TEL          | 2.82                  |
| S.N. Nuclearelectrica S.A.                 | electricitate           | SNN          | 1.34                  |
| SC Bursa de Valori București SA            | bursă de valori         | BVB          | 0.65                  |
| S.C. MedLife S.A.                          | servicii medicale       | M            | 1.02                  |
| Digi Communications N.V.                   | telecomunicatii         | DIGI         | 4.26                  |
| S.C. CONPET S.A.                           | transport prin conducte | COTE         | 1.27                  |
| Capitalizare indice: 33.819.873.672,56 RON |                         |              |                       |

Actualizat la 27 noiembrie 2017
BET-TR
BET-TR este primul indice de tip total return lansat de BVB, construit pe structura indicelui de referință al pieței, BET. Indicele BET-TR reflectă atât evoluția prețurilor companiilor componente, cât și dividendele oferite de acestea. Indicele este compus din cele mai lichide 13 acțiuni, excluzând SIF-urile. Ponderea maximă a unui simbol este de 20%.
BET-FI
BET-FI este primul indice sectorial lansat de BVB și reflectă evoluția societățile de investiții financiare (SIF-uri) și a altor entități asimilabile acestora. Este un indice ponderat cu capitalizarea free-float-ului. Ponderea maximă a unui simbol este de 30%.
BET-XT
BET-XT reflectă evoluția prețurilor celor mai tranzacționate 25 de companii de pe piața reglementată a BVB, inclusiv societățile de investiții financiare (SIF-uri). Este un indice ponderat cu capitalizarea free-float-ului. Ponderea maximă a unui simbol este de 15%.
BET-NG
BET-NG este un indice sectorial care reflectă evoluția companiilor listate pe piața reglementată a BVB și care au domeniul principal de activitate energia și utilitățile aferente. Este un indice ponderat cu capitalizarea free-float-ului. Ponderea maximă a unui simbol în indice este 30%. Numărul de companii componente este variabil.
BET-BK
Indicele BET-BK a fost construit pentru a putea fi folosit ca benchmark de către administratorii de fonduri, dar și de alți investitori instituționali. Metodologia de calcul reflectă cerințele legale și limitele de investiții ale fondurilor. Este un indice ponderat cu capitalizarea free-float-ului. Indicele include acțiuni emise de 25 de companii.
BET Plus
BET Plus reflectă evoluția companiilor românești listate pe piața reglementată a BVB care îndeplinesc criterii minime de selecție referitoare la lichiditate și la valoarea acțiunilor incluse în free float, cu excepția societăților de investiții financiare (SIF-uri). Este un indice ponderat cu capitalizarea free-float-ului. Ponderea maximă a unui simbol este de 20%. Numărul de acțiuni incluse in indice este variabil.
BET-XT-TR
BET-XT-TR este varianta de tip total return a indicelui BET-XT, care include cele mai tranzacționate 25 companii românești listate la BVB. Indicele BET-XT-TR reflectă atât evoluția prețurilor companiilor componente, cât și dividendele oferite de acestea.
ROTX 
ROTX este un indice dezvoltat de BVB împreună cu Bursa de Valori din Viena (Wiener Borse AG) și care reflectă în timp real mișcarea acțiunilor ”blue chip” tranzacționate la Bursa de Valori București (BVB). ROTX este un indice ponderat cu capitalizarea free-float-ului și este diseminat in timp real de Bursa de Valori din Viena. ROTX este un indice tranzacționabil și poate fi utilizat activ suport pentru derivate si produse structurate.

## Companii listate
Unele dintre cele mai importante companii din România sunt tranzacționate la BVB. Cele mai mari companii în funcție de capitalizarea de piață conform datelor disponibile la 27 noiembrie 2017 sunt: OMV Petrom S.A., S.N.G.N. Romgaz S.A., Banca Transilvania, BRD – Groupe Societe Generale S.A, Fondul Proprietatea, S.N.T.G.N. Transgaz S.A. și Societatea Energetica Electrica S.A.

## Acțiunile BVB

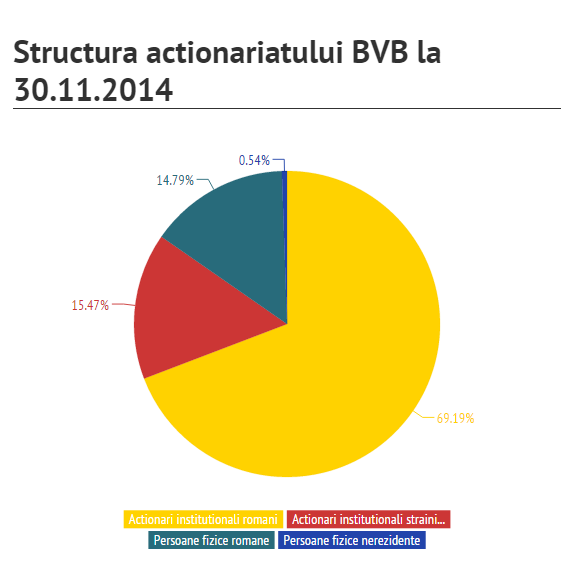
Structura actionariatului BVB la 30.11.2014

Din 2010, Bursa de Valori București este listată pe propria piață, cu simbolul BVB. Bursa de Valori București are o singură clasă de acțiuni comune și un capital de 76.741.980 lei, divizat în 7.674.198 acțiuni cu o valoare nominal de 10 lei/acțiune. Toate acțiunile sunt plătite integral. Free-float-ul acțiunilor BVB este de 100%. In conformitate cu prevederile Ordonanței de Urgenta a Guvernului nr. 90/2014 pentru modificarea si completarea Legii nr. 297/2004 privind piața de capital, nici un acționar al unui operator de piață nu poate deține, direct sau indirect, mai mult de 20% din totalul drepturilor de vot. 
În 30 noiembrie 2014, entități juridice din România constituiau cel mai mare grup de acționari ai BVB (69,19%), urmați de investitori instituționali străini (15,47%), persoane fizice române (14,79%) și persoane fizice străine (0,54%). Banca Europeană pentru Reconstrucție și Dezvoltare deține 4,99% din acțiunile BVB. 
BVB oferă investitorilor săi un newsletter cu informații despre Adunările Generale ale Acționarilor, raportări financiare, dividende si acțiuni corporative ale emitentului Bursa de Valori București (BVB). BVB organiză periodic întâlniri și teleconferințe cu analiștii și investitorii.

## Cadrul legal
Cadrul legal pentru operațiunile pe piața de capital din România este stabilit de următoarele:
- Legea pieței de capital nr.297/2004[11]
- Regulamentul CNVM nr. 1/2006 privind emitenții și operațiunile cu valorile mobiliare[12]
- Regulamentul CNVM nr. 2/2006 privind piețele reglementate și sistemele alternative de tranzacționare[13]

În plus, BVB este guvernată de Actul Constitutiv al companiei Bursa de Valori București și de Regulamentul de Organizare și Funcționare al Bursei de Valori București, în timp ce piețele sunt reglementate de Codul BVB Operator de piață și de Codul BVB Operator de sistem.

## Servicii de informare
BVB furnizează participanților săi o gamă diversificată de instrumente care oferă prețurile în timp real și date de tranzacționare. Unele dintre cele mai importante produse puse la dispoziție de BVB sunt:
- ArenaXT – oferă investitorilor acces în timp real la datele din piață, pe care le văd și traderii implicați în activitatea de tranzacționare. Aceasta permite investitorilor acces in timp real, informații de adâncime a pieței, informații care sunt oferite într-o manieră de eficiență a costurilor și o modalitate mai ușor de utilizat.
- Terminal ON LINE – oferă informații online despre tranzacționare bazate pe cele mai bune prețuri
- Cotații ON LINE - permite monitorizarea online a activității de tranzacționare la nivel de simbol

În prezent, BVB furnizează date în timp real, printre alții, și către: Thomson Reuters, Bloomberg L.P., Standard & Poor’s și mulți alții.

## Orarul de tranzacționare
Bursa de Valori București permite tranzacționarea zilnic de luni până vineri. Orarul de tranzacționare diferă în funcție de piețe și de tipul instrumentelor financiare. Piața reglementată (REGS) are sesiunea de Pre-Deschidere de la 9:30 la 9:45 AM (ora Europei de Est), sesiunea de tranzacționare obișnuită este în intervalul 9:45 – 17:55, Pre-Închiderea este de la 17:55 la 18:00,  de la 18:00 la 18:10 este sesiunea de Tranzacționare la închidere iar piața este închisă la 18:10. La Bursa de Valori București nu se tranzacționează în zilele de sâmbătă și duminică, precum și în zilele de sărbătoare națională din România, anunțate în avans de BVB.